# Matthiola bucharica
Matthiola bucharica är en korsblommig växtart som beskrevs av Ekaterina Georgiewna Czerniakowska. Matthiola bucharica ingår i släktet lövkojor, och familjen korsblommiga växter. Inga underarter finns listade i Catalogue of Life.